# Skýhnjúkur
Skýhnjúkur är en bergstopp i republiken Island. Den ligger i regionen Austurland, 400 km öster om huvudstaden Reykjavík. Toppen på Skýhnjúkur är 1 002 meter över havet.
Runt Skýhnjúkur är det mycket glesbefolkat, med 2 invånare per kvadratkilometer. Närmaste större samhälle är Egilsstaðir, omkring 15 kilometer sydväst om Skýhnjúkur. Trakten runt Skýhnjúkur består i huvudsak av gräsmarker.